# شپزنروت
شپزنروت (به آلمانی: Spesenroth) یک شهر در آلمان است که در راین-هونسروک واقع شده‌است. شپزنروت ۱۵۷ نفر جمعیت دارد.